# Nostra Senyora de les Onades de Canet de Rosselló

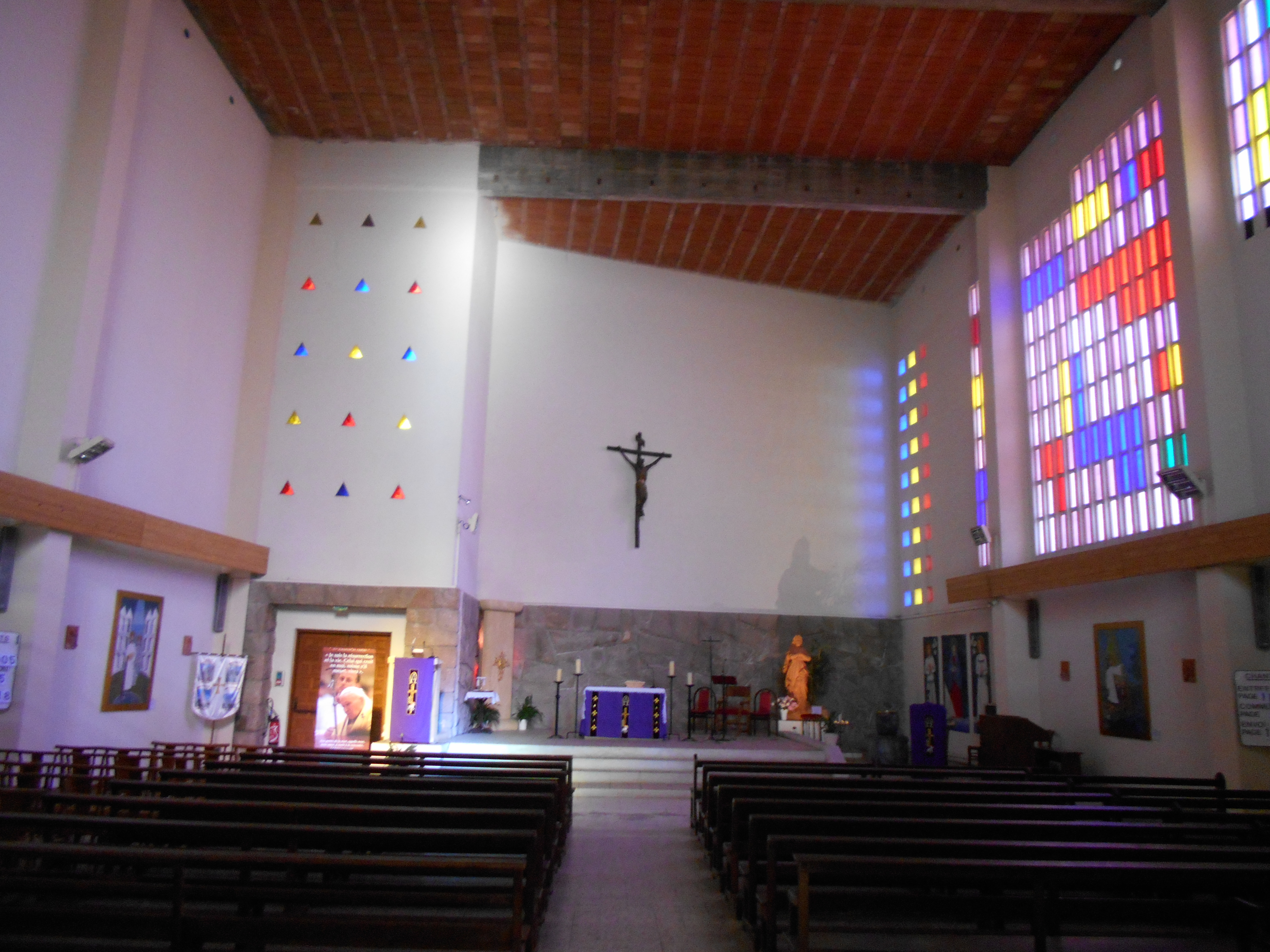
Interior de l'església

Nostra Senyora de les Onades de Canet de Rosselló és l'església parroquial del poble de Canet Platja, pertanyent al terme de Canet de Rosselló, a la comarca del Rosselló, a la Catalunya Nord.
Està situada a la meitat septentrional de Canet Platja. Es tracta d'una església contemporània, de línies agosarades i de grans dimensions.
L'església de Notre-Dame-des-Flots (Nostra Senyora de les Onades) fou construïda prop de la vora de la mar el 1961, reemplaçant diverses capelles existents des de finals del segle xix, dreçades en record dels mariners i pescadors desapareguts en el mar.